# ابوالفضل بهرام‌پور
ابوالفضل بهرام‌پور (زادهٔ ۱۳۲۰ خورشیدی در زنجان)، کارشناس دینی و مفسر قرآن اهل ایران است.

## زندگی‌نامه
ابوالفضل بهرام‌پور مدرس روش ترجمه و تفسیر بوده، و به نوشته وبگاهش مؤسس دفتر ترجمه و تفسیر دارالقرآن در «سازمان تبلیغات اسلامی تهران» است.
وی در سال ۱۳۹۴ ترجمه خود را وقف عام کرد که مورد تقدیر وزارت فرهنگ و ارشاد قرار گرفت.
سلیس و روان بودن؛ شرح لغات در کنار متن آیات؛ ریشه یابی و بیان معنای واژگان و دقت در ترجمه کلیه حروف و کلمات قرآن حتی ادات تأکید از نقاط قوت ترجمه وی نقل شده‌است و عدم هماهنگی در ترجمه آیات مشابه، عدم وجود دقت لازم در ترجمه برخی از کلمات از نقدهایی است که به ترجمه وی وارد شده‌است.

## جنجال‌ها
او در مورد نحوه برخورد با معترضان اعتراضات آبان ۱۳۹۸ ایران در شبکه یک تلویزیون دولتی ایران گفت «طبق تفسیر آیه ۳۳ سوره مائده، دستگیرشدگان اعتراضات باید در همان نقطهٔ جنایت در جلوی چشم مردم زجرکش شوند». او در ادامه افزود «همین جوانان اگر پیروز می‌شدند ما را می‌کشتند. آنها باید زجرکش شوند، اعدام با طناب‌دار، قطع دست راست و پای چپ. آنها را به یک کشتی کهنه در وسط دریا فرستاد، تا همان‌جا بمیرند.»
اظهارات او واکنش‌های فراوانی در میان کارشناسان مذهبی و فعالان قرآنی ایران برانگیخت. عباس سلیمی از قاریان و فعالان شناخته شدهٔ قرآنی در بیانیه‌ای که در خبرگزاری بین‌المللی قرآن انتشار یافت، از مردم ایران و فعالان قرآنی برای این اظهارات عذرخواهی کرده و نوشت:
| سخن کز دهان ناهمایون جهد |  | چو ماری است کز لانه بیرون جهد! |

در واکنش به گفتار بی‌سلیقه یک کارشناس قرآنی باید ولو اختصاراً گفت: «برادر! نیازی به زجرکش کردن نیست، زیرا مردم شریف ما از رهگذر سوء تدبیر برخی از مدیران نالایق و ناکارآمد به اندازه کافی زجر می‌کشند! لطفاً خود را به زحمت میفکنید!»
محمدرضا زائری از روحانیون و مبلغان نیز در مطلبی در اینستاگرام خود نوشت: «آقای بهرام‌پور کارشناس محبوب قرآنی سیماست ولی امثال حجت‌الاسلام نقویان و حجت‌الاسلام سیدحمید حسینی ممنوع‌التصویرند! جالب نیست؟»
کاظم قاضی‌زاده، مدرس دروس خارج فقه حوزهٔ علمیهٔ قم نیز گفت: «ایشان نه تنها در تشخیص موضوع اشتباه کردند بلکه در تبیین حکم آیه هم به خطا رفتند. ایشان تعبیر «یُقَتَّلوا» را به معنی «زجرکش کردن» مطرح کردند که این حرف، بی‌پایه است و موجب مشوه جلوه دادن احکام نورانی اسلام است. در این آیه شریفه عبارت یُقَتَّلوا به این معنی است که با سرعت وبدون استثنا افراد محارب به قتل برسند. اما این‌که ما در فارسی این عبارت را زجرکش کردن ترجمه کنیم و به کار ببریم، اشتباه است؛ زیرا چنین چیزی در این آیه شریفه نیست و هیچ‌کدام از فقهای ما چنین برداشتی از آن نداشته‌اند. نکته دیگر این است که در این آیه آمده که این افراد، باید تبعید شود؛ ایشان این‌طور تعبیر کردند که این افراد باید از زمین بیرون برده و به وسط دریا منتقل شوند تا بمیرند. این صحبتی است که به فکاهی نزدیک است و اصولاً در آن زمان نمی‌توانیم تصور کنیم فردی را از زمین به وسط دریا منتقل کنند؛ زیرا نه امکان داشته و نه مصداقی داشته‌است. تبعید هم به این معنا نیست که فرد از جای خوش آب و هوایی برود به جای بد آب و هوا؛ بلکه به این معنی است که از جایی که توطئه کرده و جایی که راهزنی کرده، دور شود.» وی همچنین گفت که معترضان به گرانی بنزین محارب نیستند.
سیدحسین علیزاده طباطبایی در نقدی بر اظهارات وی که در وبسایت اجتهاد انتشار یافت نوشت:
«نمی‌توان صرفاً با استناد به لغت و قواعد عرب از روی آیه خواند و به پشتوانه چندی تدریس در دانشکدهٔ قوه قضاییه و پاره‌ای منقولات مجعول تاریخی که در روایات اهل‌بیت (ع) تصریح بر کذب آن‌ها شده‌است، حکم قضایی صادر کرد و مسئولین قوه قضاییه را از مماشات بر حذر داشت و سبب ملامت دوست و دشمن شد… کلید حل این ماجرا [روایت‌های جعلی پیرامون شان نزول آیه مذکور] و شناخت منشأ این جعل تاریخی در روایتی است که شیخ صدوق در کتاب علل الشرایع با سند صحیح از امام باقر (علیه‌السلام) نقل کرده‌است. امام باقر علیه‌السلام می‌فرمایند: اولین چیزی که به حاکمان توجیه شرعی برای شکنجه داد، دروغی بود که (یکی از صحابه) بر پیامبر بست که ایشان (در واقعه عرنین) دست مردی را به دیوار میخ زدند و همین دروغ سبب حلال شمردن شکنجه توسط حاکمان گردیده‌است.»
تفسیر ابوالفضل بهرام‌پور و توصیه به روش‌های نامتعارف مجازات معترضان در شبکه‌های اجتماعی واکنش بسیاری را برانگیخت. گروهی به پخش این سخنان از شبکه سراسری تلویزیون اعتراض کرده و بعضی کاربران اظهارات او را با عملکرد داعش مقایسه کرده‌اند.
بهرام‌پور در توضیح اظهاراتش گفت:«منظور من از این آیه، افرادی بود که متعمداً در کشور آشوب کردند؛ مرادم افرادی بود که جهیزیه مردم را به آتش کشیدند، ناآرامی ایجاد کردند و دل زن و کودک را لرزاندند. افرادی که با شبکه‌های معاند و گروهک‌های خارج‍نشین و منافق همکار بودند و به قصد اعتراض قانونی نیامدند و علناً فساد و ناامنی برای مردم ایجاد کردند… من نیز به این اتفاق و نحوه عملیاتی شدن آن اعتراض داشتیم، ولی کار این افراد باعث شد اعتراضات صحیح دیگران نیز تحت تأثیر قرار گیرد و نظرات آنان خنثی شود. نظر من این بود که باید با افراد محاربه‌گری که به اموال خصوصی مردم هم رحم نمی‌کنند و در زمین فساد می‌کنند، مطابق با آنچه قرآن بیان می‌کند عمل کرد تا کس دیگری جرئت نکند برای این مردم دوباره ناامنی و آشوب ایجاد کند.»
عبدالرضا رحمانی فضلی وزیر کشور ایران دربارهٔ رفتار برخی افراد در آشوبهای پس از تغییر قیمت بنزین گفت: «در فیلم‌ها موضوعات مختلفی به تصویر کشیده شده به شکلی که حتی کارگر پمپ بنزینی که به این افراد اعلام می‌کند این اموال عمومی است و از تخریب آن خودداری کنید با نازل بنزین روی آن بنزین می‌ریزند و این کارگر را آتش می‌زنند.»

### عذرخواهی
بهرام‌پور اندکی بعد گفت که پس از تماس با یکی از فقها به اشتباه بودن مطالب اش پی برده‌است.
من با دشمن کاری ندارم و از فقهای خودمان، اهل قرآن و اهل تفسیر که یک‌وقت شاگردی آنها را کرده‌ام، تذکراتی گرفتم و در برابر آنها لج نمی‌کنم و می‌پذیرم که این مورد را نباید می‌آوردم و نباید تطبیق می‌دادم، بلکه باید به ترجمه و شأن نزول اکتفا می‌کردم. همچنین این تکلیف ماست و قرآن برای الله و اسلام است و از خدای تعالی درخواست می‌کنم که من را هدایت کند.